# جنگ و یادبود (مینی‌سریال)
جنگ و یادبود مجموعهٔ تلویزیونی کوتاه آمریکایی بر اساس رمانی به همین نام اثر هرمان ووک است.